# Орта махала
Орта махала (на македонска литературна норма: Орта Махала) е бивше село в Община Щип, Северна Македония.

## География
Орта махала е било разположено на 20 километра югозападно от град Щип в северозападното подножие на Конечката планина (Серта), на 5 километра източно от Хаджи-Сейдели.

## История
В XIX век Орта махала е турско село в Щипска кааза на Османската империя. Според статистиката на Васил Кънчов („Македония. Етнография и статистика“) от 1900 година Йокари Орта Махле има 190 жители, а Ашаки Орта Махле - 115 жители, всички турци.
След Междусъюзническата война в 1913 година селото остава в Сърбия.
На етническата си карта от 1927 година Леонард Шулце Йена показва Орта махале (Orta Mahale) заедно със съседната махала Дуванци (Доганли, Doganli) като села с неясен етнически състав.